# قتل در بین‌النهرین
قتل در بین‌النهرین با نام اصلی «murder in mesopotamia» کتابی به قلم آگاتا کریستی، جنایی‌نویس مشهور انگلیسی، اولین بار در سال ۱۹۳۶ منتشر شد. این داستان محبوب در سال ۲۰۰۲ سوژهٔ فیلمی به همین نام شد و توانست مخاطبان زیادی را به خود جلب کند. داستان قتل در بین‌النهرین داستانی دلهره‌آور است و کریستی با قلم و ذهن کم‌نظیرش اجزای آن را کنار هم گذاشته و ماجرایی ساخته که مخاطب را درگیر خودش می‌کند. قتل در بین‌النهرین را می‌توان یکی از بهترین آثار کریستی دانست.

## خلاصه داستان
داستان قتل در بین‌النهرین در عراق اتفاق می‌افتد. زنی به نام لوئیز همراه همسرش به کاوشی باستان‌شناسی در منطقهٔ اور رفته‌است. خانم لوئیز سال‌ها قبل ازدواج کرده بود و همسرش پس‌ازاینکه توانست از اعدام به جرم جاسوسی در جنگ جهانی اول رهایی پیدا کند در حادثهٔ تصادف قطار درگذشت. باوجوداینکه ۱۵ سال از این ماجرا گذشته لوئیز همچنان دچار ترسی از همسر اولش است. از پرستاری به نام امی لدران (Amy Leatheran) خواسته می‌شود از این زن پرستاری کند. مدتی بعد خانم لوئیز کشته می‌شود و پیداست که ترس‌هایش بی‌دلیل نبوده و حالا پوآرو که به عراق سفرکرده است باید بتواند راز ماجرای مرگ خانم لوئیز را کشف کند.

## شخصیت‌ها
هرکول پوآرو - کارآگاه مشهور بلژیکی. در حالی که در سفر به خاورمیانه بود، در این پرونده دخیل بود.
امی لدران - یک پرستار حرفه‌ای که در حفاری اریش لیدنر برای مراقبت از همسرش لوئیز شرکت می‌کند. او راوی داستان است.
کاپیتان میتلند - پلیس بریتانیایی مسئول تحقیقات قتل.
لوئیز لیدنر - اولین قربانی این پرونده. یک زن زیبا و باهوش آمریکایی و همسر دکتر اریش لیدنر بود.
آن جانسون - همکار قدیمی دکتر لیدنر از یورکشایر. قربانی دوم پرونده.
دکتر اریک لیدنر – شوهر لوئیز و باستان‌شناس معروف. رئیس حفاری در تل یاریمجاه در نزدیکی حسنیه به مدت پنج سال، با حمایت مالی دانشگاه پیتستاون (یک دانشگاه خیالی در ایالات متحده)
ریچارد کری - مردی خوش تیپ و همکار قدیمی دکتر لیدنر، ادعا می‌شود که با لوئیز رابطه دارد.
دکتر گیلز ریلی – پزشک عمران در حسنیه و دوست دیرینه پوآرو. مسئول سمت امی در حفاری و مشارکت پوآرو در تحقیق دربارهٔ قتل لوئیز.
شیلا ریلی - دختر صریح دکتر ریلی.
جوزف مرکادو - همکار باستان‌شناس لیدنر که در دو سال گذشته در حفاری او کمک کرده‌است. به دلیل اینکه اغلب خسته است و در معرض تکان دادن شدید دست‌ها است.
ماری مرکادو - همسر جوان فداکار جوزف. به خاطر خصومت عجیبی در مواقعی با خانم لیدنر، پرستار چرم و هرکول پوآرو مورد توجه قرار گرفت.
دیوید اموت - مرد جوان آمریکایی آرام و کارگر در حفاری. او در حال حاضر دومین سال حضور در تیم دیگ است و آرام و خوددار است.
بیل کلمن - مرد جوانی که روی حفاری کار می‌کند. علیرغم اینکه این اولین کاوش اوست، علاقه خاصی به باستان‌شناسی ندارد و مهارت خود را برای جعل دارد.
کارل رایتر - یک جوان آمریکایی اهل شیکاگو. اولین سال خود را در حفاری به عنوان یک عکاس گذراند، و به دلیل مورد تمسخر شدن توسط خانم لیدنر مورد توجه قرار گرفت.
پدر لاوینی (رائول منیر) - روحانی فرانسوی، تازه‌وارد تیم. متخصص کتیبه، زبان‌های قدیمی.
عبدالله - خدمتکاری که به نظر می‌رسد در زمان قتل در حیاط غیبت می‌کند.

## هرکول پوآرو
هرکول پوآرو کارآگاه تخیلی بلژیکی است که توسط آگاتا کریستی نویسندهٔ شهیر انگلیسی خلق شده‌است. او را می‌توان از مشهورترین شخصیت‌های داستانی تاریخ ادبیات دانست. او در بیش از سی داستان بلند و بیش از پنجاه داستان کوتاه به عنوان شخصیت اصلی ظاهر شده‌است و از این لحاظ نیز از رکوردداران است.
سخن معروف پوآرو:
کار درست همیشه در درون انسان انجام می‌شود، همه چیز بر عهده سلول‌های خاکستری است. هیچ وقت این سلول‌های کوچک را از یاد مبر دوست من.
پوآرو بلژیکی است و قبلاً عضو نیروی پلیس بلژیک بوده اما داستان‌های او وقتی آغاز می‌شود که حین جنگ جهانی دوم به عنوان پناهنده به انگلستان آمده و کارآگاه خصوصی می‌شود. اولین داستانی که او در آن شرکت داشته «ماجرای اسرارآمیز در استایلز» است و آخرین آن‌ها «پرده» است که در آن پوآرو می‌میرد و به نوعی خود را می‌کشد. از خصوصیات اخلاقی پوآرو، می‌توان به مرتب و منظم بودن بیش از حد او، نیز به علاقه‌مندی زیاد او به غذا و غذا خوردن و همچنین تنفر از وسائل مربع شکل یا زاویه دار اشاره کرد.

آگاتا کریستی نویسنده کتاب قتل در بین‎النهرین

## دربارهٔ آگاتا کریستی نویسندهٔ کتاب قتل در بین‌النهرین
آگاتا کریستی نویسندهٔ انگلیسی متولد سال ۱۸۹۰ میلادی در انگلستان است. او در ۵ سالگی خواندن و نوشتن یادگرفت و به کتاب‌های کتابخانهٔ پدرش علاقه نشان می‌داد. آگاتا در سال‌های جنگ جهانی اول در داروخانه و بیمارستان به کار مشغول شده بود و همان‌جا بود که با بسیاری از سم‌ها آشنا شد و خواص آن‌ها را یادگرفت.
او در سال ۱۹۱۴ با همسرش آرچیبالد کریستی ازدواج کرد و ۱۴ سال با او زندگی کرد. دو سال پیش از جدایی از همسرش بود که به مدت ده روز ناپدید شد. در این مدت پلیس مظنون شده بود که ممکن است همسرش او را به قتل رسانده باشد، اما پس از آنکه آگاتا پیدا شد، مدعی شد که حافظه‌اش را در این مدت ازدست‌داده بوده‌است. بسیاری از رسانه‌ها، این موضوع را یک حرکت تبلیغاتی برای بیشتر شدن شهرت خانم نویسنده دانستند. بر اساس این ماجرا، فیلمی به نام آگاتا در سال ۱۹۷۹ ساخته شد.
آگاتا کریستی بعدها پس از جدایی از آرچیبالد کریستی با ماکس مالوان ازدواج کرد و همراه او نقاط مختلف جهان را گشت. همسرش باستان‌شناس بود و آگاتا از آثار تاریخی‌ای که او در حفاری‌هایش پیدا می‌کرد، عکس می‌گرفت.
آگاتا کریستی در سال‌های فعالیتش چند داستان عاشقانه و بیش از ۶۰ داستان پلیسی نوشت. البته او شهرتش را به خاطر داستان‌های پلیسی به دست آورده و پرفروش‌ترین نویسندهٔ زن تاریخ و دومین نویسندهٔ پرفروش تاریخ پس از شکسپیر نیز نام گرفته‌است. در رکوردهای جهانی گینس، اسم آگاتا کریستی به عنوان پرفروش‌ترین نویسنده در تمام دوران‌ها معرفی می‌شود چراکه رمان‌های او بیشتر از دو میلیارد نسخه در جهان فروش داشته‌اند.
سبک نگارش کریستی، نویسنده‌ی پرکار بریتانیایی خالق شخصیت‌های هرکول پوآرو و خانم جین مارپل رمان‌ها، مرموز و جنایی بود و در این زمینه نیز بسیار موفق عمل کرده است. به طوری که کتاب‌هایش رکورد پرفروش‌ترین کتاب‌های دنیا را در گینس ثبت کرده است و از روی داستان‌هایش فیلم‌های متعدد و موفقی ساخته شده است.
داستان‌های او بیشتر رازآلود و جنایی هستند و می‌توان گفت در چنین ژانری ترس و دلهره و کنجکاوی همواره مخاطب را همراهی می‌کند و خواننده را وا می‌دارد تا به حدس و گمان‌های مختلفی دست بزند و مانند یک کارآگاه در پی حل مسائل پیچیده و گوناگون باشد.
از میان آثار ارزشمند و جذاب این نویسنده می‌توان به کتاب‌های «شاهد خاموش»، «مرگ خانم مگکینتی»، «پس از تشییع‌جنازه»، «مرگ روی رود نیل»، «فیل‌ها به یاد می‌آورند» و «قتل در تعطیلات» اشاره کرد. آگاتا کریستی در ۸۵ سالگی به مرگ طبیعی درگذشت. او یک فرزند از ازدواج اولش داشت که سال ۲۰۰۴ درگذشت، اما حق تألیف آثار کریستی هنوز هم به خانوادهٔ او تعلق می‌گیرد.

## ترجمهٔ کتاب قتل در بین‌النهرین به فارسی
قتل در بین‌النهرین یکی از مشهورترین داستان‌های آگاتا کریستی است. داستان‌های جذابی که در سراسر جهان بارها ترجمه شده و طرفداران کریستی را به خود جذب کرده‌است. در ایران نیز ترجمه‌های مختلفی از این اثر موجود است. اولین ترجمهٔ قتل در بین‌النهرین سال ۱۳۷۷ در ایران منتشر شد که مترجم آن نگین ازدجینی و ناشرش آشیانهٔ کتاب بود. دو سال بعد «قدیر گلکاریان» این کتاب را با عنوان جنایت در شب ترجمه کرد. سپیده حبیبی و محمود حبیبی نیز دیگر مترجمان این کتاب هستند.

## نقد کتاب
مجله ادبی تایمز در ۱۸ ژوئیه ۱۹۳۶، در بررسی خود توسط هری پیری گوردون، طرح داستان را خلاصه کرد و به این نتیجه رسید:«توطئه مبتکرانه است و اولین قتل بسیار هوشمندانه ساخته شده‌است، اما برخی شک خواهند کرد که آیا خانم لیدنر، همان‌طور که توضیح داده شد، می‌تواند آنقدر فراموشکار و بی‌توجه بوده‌باشد که شرایط اولیه اصلی داستان را ممکن سازد.»
در نقد کتاب نیویورک تایمز (۲۰ سپتامبر ۱۹۳۶)، کی اروین نوشت: «آگاتا کریستی، همان‌طور که همه می‌دانند، در ارائه مجموعه‌ای کامل از سرنخ‌هایی که نمی‌توانیم آن‌ها را بخوانیم، استاد قدیمی‌ای است.»